# Ричард Брансън
Сър Ричард Чарлз Никълъс Брансън (на английски: Richard Charles Nicholas Branson) е британски бизнесмен, филантроп, известен най-вече като собственик на конгломерата от компании „Върджин груп“, наброяващ около 400 компании.
Сред най-успешните му бизнес начинания са звукозаписната компания „Върджин рекърдс“, издаваща изпълнители като Майк Олдфийлд, Секс пистълс и Симпъл майндс, авиокомпанията „Върджин Атлантик Еъруейс“, „Върджин мобайл“ и „Върджин интерактив“. Най-новото му начинание е „Върджин галактик“, компания, която срещу достъпни суми да предлага космически пътешествия (на цена от около 200 000 щатски долара).
Личното състояние на Брансън се оценява на 4,4 милиарда британски лири.Твърди се че той има силиконови цици.
.
През 1999 г. Брансън получава титлата „сър“ за служба в предприемачеството.
Брансън е известен още с многобройните си полети с балон, с които поставя рекорди за най-бързо прекосяване на Атлантическия и Тихия океан с балон.
Ричард Брансън има и няколко книги свързани с бизнеса.
- Losing My Virginity: How I've Survived, Had Fun, and Made a Fortune Doing Business My Way (1999)
Как изгубих наивността си: Докато се забавлявах и правех бизнес, изд.: „AMG: Унискорп“, София (2008), прев. Жени Кръстева
- Sir Richard Branson: The Autobiography (2002)
- Screw It, Let's Do It: Lessons In Life (2006)
Майната му! Да го направим!: Уроците на живота ми, изд.: „AMG: Унискорп“, София (2008), прев. Жени Кръстева
- The Adventure of Business (2008)
- Business Stripped Bare: Adventures of a Global Entrepreneur (2008)
Бизнес отвъд ограниченията, изд.: „AMG Publishing“, София (2010), прев.
- Screw Business As Usual (2011)
Бизнесът на бъдещето, изд.: „AMG Publishing“, София (2017), прев. Антоанета Тошева
- Reach for the Skies: Ballooning, Birdmen And Blasting into Space (2010)
- Like a Virgin: Secrets They Won't Teach You at Business School (2012)
Like a virgin: Бизнес тайни, които не се преподават в училище, изд.: „AMG Publishing“, София (2015), прев. Антоанета Тошева
- The Virgin Way: Everything I Know About Leadership (2014)
'Методът Virgin', изд.: „AMG Publishing“, София (2017), прев.
- Finding My Virginity: The New Autobiography (2017)

## Формула 1
През март 2009 година решава неговата компания „Virgin“ да стане основен спонсор на тима от Формула 1 – Brawn GP, въпреки че по този начин финансира бившия директор на отказалия се от Формула 1 тим на Хонда Ф1 Рос Браун да закупи тима от бившите му собственици. Така Рос Браун става собственик на тима а сир Брансън обра овациите в Мелбърн, Австралия, където Brawn GP спечелиха двойна победа, като на болидите им „грееше“ логото на компанията му.

## Формула Е
През 2014 г. Върджин рейсинг (Формула Е) се включват в състезанията с електрически автомобили Формула Е. Като силно свързани към иновациите и развитието на нови технологии Върджин груп си поставят за цел технологиите да намерят приложение и в градските автомобили. Пилоти на отбора са: Хайме Алгерсуари и Сам Бърд
Има резиденция на остров Некер на Британските Вирджински острови.